# Hommage (Manneke)
Hommage is een compositie voor fanfare van de Nederlandse componist Daan Manneke. Het werk werd gecomponeerd in opdracht van het Fonds voor de Scheppende Toonkunst. 